# (35013) 1981 EL3
1981 EL3 (asteroide 35013) é um asteroide da cintura principal. Possui uma excentricidade de 0.08226230 e uma inclinação de 8.04156º.
Este asteroide foi descoberto no dia 2 de março de 1981 por Schelte J. Bus em Siding Spring.